# 501 (single)
501 is een Nederlands nummer van zanger Bilal Wahib en rapper Ronnie Flex. Het is de tweede nummer één-hit van Bilal Wahib en de achtste van Ronnie Flex.
Het nummer behaalde diverse hitlijsten waaronder de eerste plek in de Nederlandse Single Top 100, de derde plek in de Nederlandse Top 40 en was een tip in de Vlaamse Ultratop 50.

## Hitnoteringen

### Nederlandse Top 40
| Hitnotering: 06-03-2021 t/m 10-04-2021 | Hitnotering: 06-03-2021 t/m 10-04-2021 | Hitnotering: 06-03-2021 t/m 10-04-2021 | Hitnotering: 06-03-2021 t/m 10-04-2021 | Hitnotering: 06-03-2021 t/m 10-04-2021 | Hitnotering: 06-03-2021 t/m 10-04-2021 | Hitnotering: 06-03-2021 t/m 10-04-2021 | Hitnotering: 06-03-2021 t/m 10-04-2021 |
| Week:                                  | 1                                      | 2                                      | 3                                      | 4                                      | 5                                      | 6                                      |                                        |
| -------------------------------------- | -------------------------------------- | -------------------------------------- | -------------------------------------- | -------------------------------------- | -------------------------------------- | -------------------------------------- | -------------------------------------- |
| Positie:                               | 28                                     | 5                                      | 3                                      | 3                                      | 12                                     | 31                                     | uit                                    |

### NederlandseSingle Top 100
| Hitnotering: 06-03-2021 t/m 04-09-2021 | Hitnotering: 06-03-2021 t/m 04-09-2021 | Hitnotering: 06-03-2021 t/m 04-09-2021 | Hitnotering: 06-03-2021 t/m 04-09-2021 | Hitnotering: 06-03-2021 t/m 04-09-2021 | Hitnotering: 06-03-2021 t/m 04-09-2021 | Hitnotering: 06-03-2021 t/m 04-09-2021 | Hitnotering: 06-03-2021 t/m 04-09-2021 | Hitnotering: 06-03-2021 t/m 04-09-2021 | Hitnotering: 06-03-2021 t/m 04-09-2021 | Hitnotering: 06-03-2021 t/m 04-09-2021 | Hitnotering: 06-03-2021 t/m 04-09-2021 | Hitnotering: 06-03-2021 t/m 04-09-2021 | Hitnotering: 06-03-2021 t/m 04-09-2021 | Hitnotering: 06-03-2021 t/m 04-09-2021 | Hitnotering: 06-03-2021 t/m 04-09-2021 | Hitnotering: 06-03-2021 t/m 04-09-2021 | Hitnotering: 06-03-2021 t/m 04-09-2021 | Hitnotering: 06-03-2021 t/m 04-09-2021 | Hitnotering: 06-03-2021 t/m 04-09-2021 | Hitnotering: 06-03-2021 t/m 04-09-2021 |
| Week:                                  | 1                                      | 2                                      | 3                                      | 4                                      | 5                                      | 6                                      | 7                                      | 8                                      | 9                                      | 10                                     | 11                                     | 12                                     | 13                                     | 14                                     | 15                                     | 16                                     | 17                                     | 18                                     | 19                                     | 20                                     |
| -------------------------------------- | -------------------------------------- | -------------------------------------- | -------------------------------------- | -------------------------------------- | -------------------------------------- | -------------------------------------- | -------------------------------------- | -------------------------------------- | -------------------------------------- | -------------------------------------- | -------------------------------------- | -------------------------------------- | -------------------------------------- | -------------------------------------- | -------------------------------------- | -------------------------------------- | -------------------------------------- | -------------------------------------- | -------------------------------------- | -------------------------------------- |
| Positie:                               | 3                                      | 1                                      | 1                                      | 1                                      | 2                                      | 6                                      | 8                                      | 14                                     | 21                                     | 30                                     | 33                                     | 33                                     | 58                                     | 49                                     | 52                                     | 62                                     | 65                                     | 61                                     | 68                                     | 79                                     |
| Week:                                  | 21                                     | 22                                     | 23                                     | 24                                     | 25                                     | 26                                     | 27                                     |                                        |                                        |                                        |                                        |                                        |                                        |                                        |                                        |                                        |                                        |                                        |                                        |                                        |
| Positie:                               | 83                                     | 89                                     | 88                                     | 89                                     | 96                                     | 85                                     | 97                                     | uit                                    |                                        |                                        |                                        |                                        |                                        |                                        |                                        |                                        |                                        |                                        |                                        |                                        |